# Ulrich Wienbruch
Ulrich Wienbruch (* 28. Juni 1936 in Arnsberg; † 26. Juli 2019) war ein deutscher Philosoph, freier Publizist und emeritierter Hochschullehrer.

## Leben
Ulrich Wienbruch forschte unter anderem über die Sprachphilosophie des hl. Augustinus, zumal in dessen Schrift De magistro, und über dessen Erkenntnislehre sowie seit den 1980er-Jahren als Professor an der Universität zu Köln über die Transzendentalphilosophie von Immanuel Kant.
Von 1970 bis 1976 lehrte er auch als Gastdozent für Ästhetik und Kunsttheorie an den Kölner Werkschulen (FH Kunst und Design).
Bekannt wurde er durch seine Abhandlungen über das Bewusste Erleben (in dem der Mensch durch aktives Handeln sein eigenes Bewusstsein erfährt). Einer seiner Schüler ist der Philosoph Richard David Precht, der besonders Wienbruchs wissenschaftliche Ernsthaftigkeit, Disziplin und Methodik: „einen Gedanken auf dem nächsten aufzubauen“ schätzt.

## Bücher
- Erleuchtete Einsicht. Zur Erkenntnislehre Augustins. Bouvier, Bonn 1989, ISBN 3-416-02183-5.
- Das bewußte Erleben. Ein systematischer Entwurf. Königshausen und Neumann, Würzburg 1993, ISBN 3-88479-538-4.
- Das konkrete Ich. Königshausen und Neumann, Würzburg 2000, ISBN 3-8260-1814-1.
- Subjektivität und Wirklichkeit. Janus Projekte GmbH, Köln 2014, ISBN 3-938076-39-9 ISBN 978-3-938076-39-2.